# Serjilla

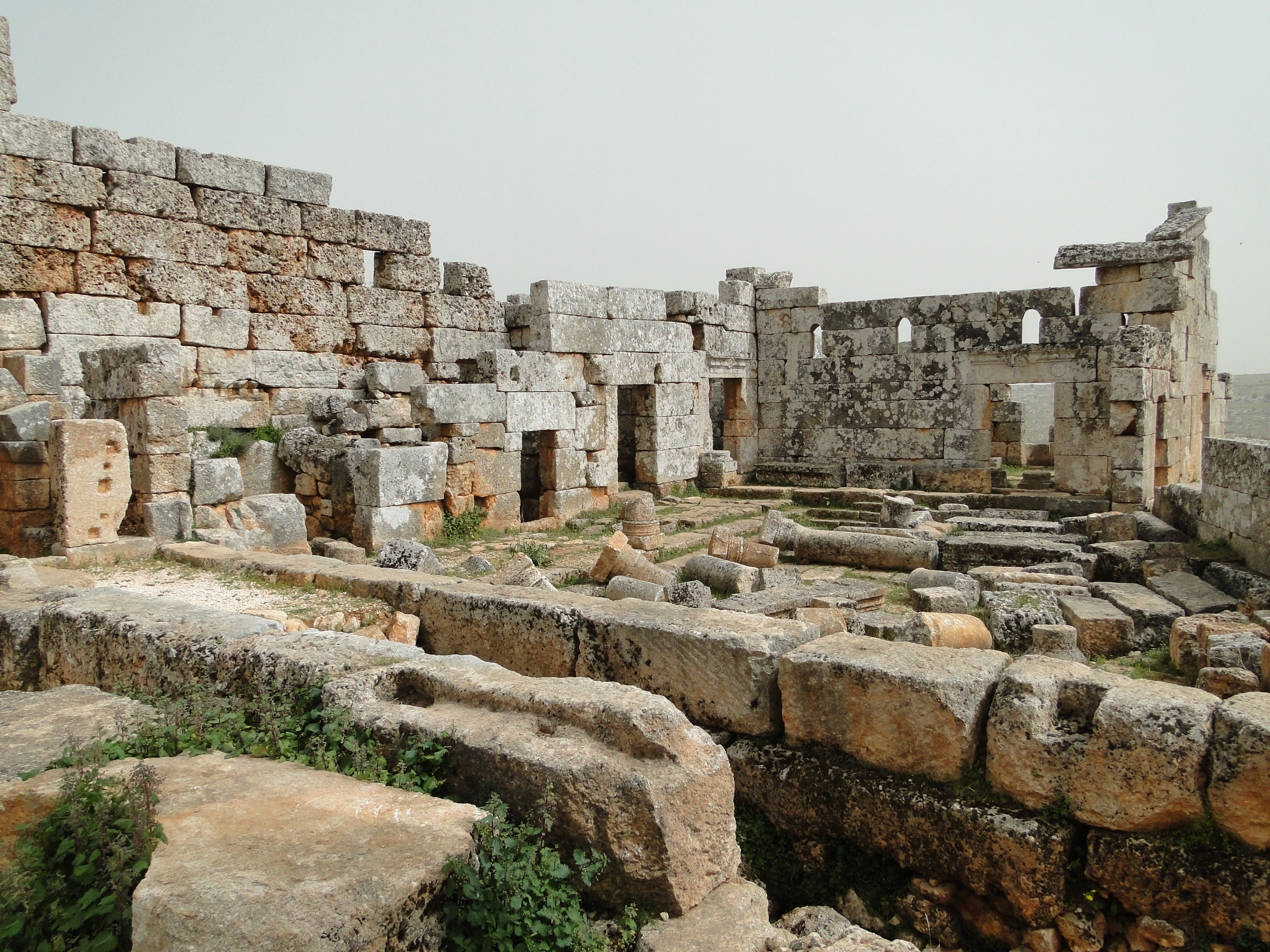
Ruinas da catedral de Serjilla

Serjilla (em árabe: سيرجيلة) é uma das mais bem preservadas das Cidades Mortas no noroeste da Síria. Ela está localizada no  distrito de Idlib, a 700 metros acima do nível do mar, aproximadamente 65 km ao norte de Hama e 80 km ao sudoeste de Alepo. Ela está situada muito próximo às ruínas de Bara,  uma outra das "cidade morta". A cidade surgiu em uma bacia natural e prosperou a partir de cultivo de uvas e azeitonas. Os remanescentes de uma edificação de banho público indicam a riqueza da comunidade. Ela foi construída entre o fim do IV e início do V século, durante o tempo do cristianismo.

## Basílica
As três naves laterais da basílica de Serjilla corresponde em tamanho e forma as absides das igrejas de cidades vizinhas. Havia duas entradas na parede sul, duas na parede norte e pelo menos uma porta no lado oeste. Numa fase posterior a basílica recebeu uma extensão. Butler data a construção inicial de meados do século V e as extensões do final do mesmo século.